# 富山村 (千葉県)
富山村（とみやまむら）は、かつて千葉県市原郡に存在し、昭和の大合併により廃止された村。現在の市原市南部（加茂地区）に所在していた。

## 地理
市原郡（郡域はほぼ現在の市原市と重なる）の南部に位置する村であった。1916年（大正5年）時点では、北は鶴舞町、東は平三村、南は里見村、西は高滝村に接していた。
1916年（大正5年）に編纂された『千葉県市原郡誌』によれば、古敷谷（こしきや）・小谷田（こやた）・吉沢（きっさわ）・新井（あらい）の4区（いずれも町村制以前の旧村＝大字）からなっていた。これらの4つの大字は、現在の市原市の大字として存続している。

## 歴史
平三村は、町村制施行に伴い、市原郡古敷谷村・小谷田村・吉沢村・新井村が合併して発足した。各村（各大字）の詳細については、それぞれの項目を参照のこと。

### 前史

#### 明治初年から町村制施行まで
明治元年（1867年）、当地はいったん宮谷県管轄となったのち、鶴舞藩領となる。明治4年（1871年）に廃藩置県により鶴舞県、同年末には府県統合によって木更津県所属となり、1873年（明治6年）の千葉県発足によりその所属となった。
1878年（明治11年）、古敷谷村は単独で戸長役場を置き、小谷田村は不入・大和田と、吉沢村・新井村は米原村・小草畑村と連合戸長役場を置いた。

### 村史
1889年（明治22年）の町村制施行に際して、古敷谷村・小谷田村・吉沢村・新井村の4か村が合併して富山村が発足した。当初は古敷谷村が最大の村であるという理由で「古敷谷村」を新村名を届け出ていたが、「富山村」に改められている。

### 町村制施行以後の行政区画変遷年表
- 1889年（明治22年）4月1日 - 町村制施行に伴い、古敷谷村・小谷田村・吉沢村・新井村が合併し市原郡富山村が発足。
- 1954年（昭和29年）1月15日 - 高滝村、里見村、白鳥村と合併し加茂村となり消滅。
- 1967年（昭和42年）10月1日 - 加茂村と南総町が市原市に編入。加茂村は消滅。

## 交通

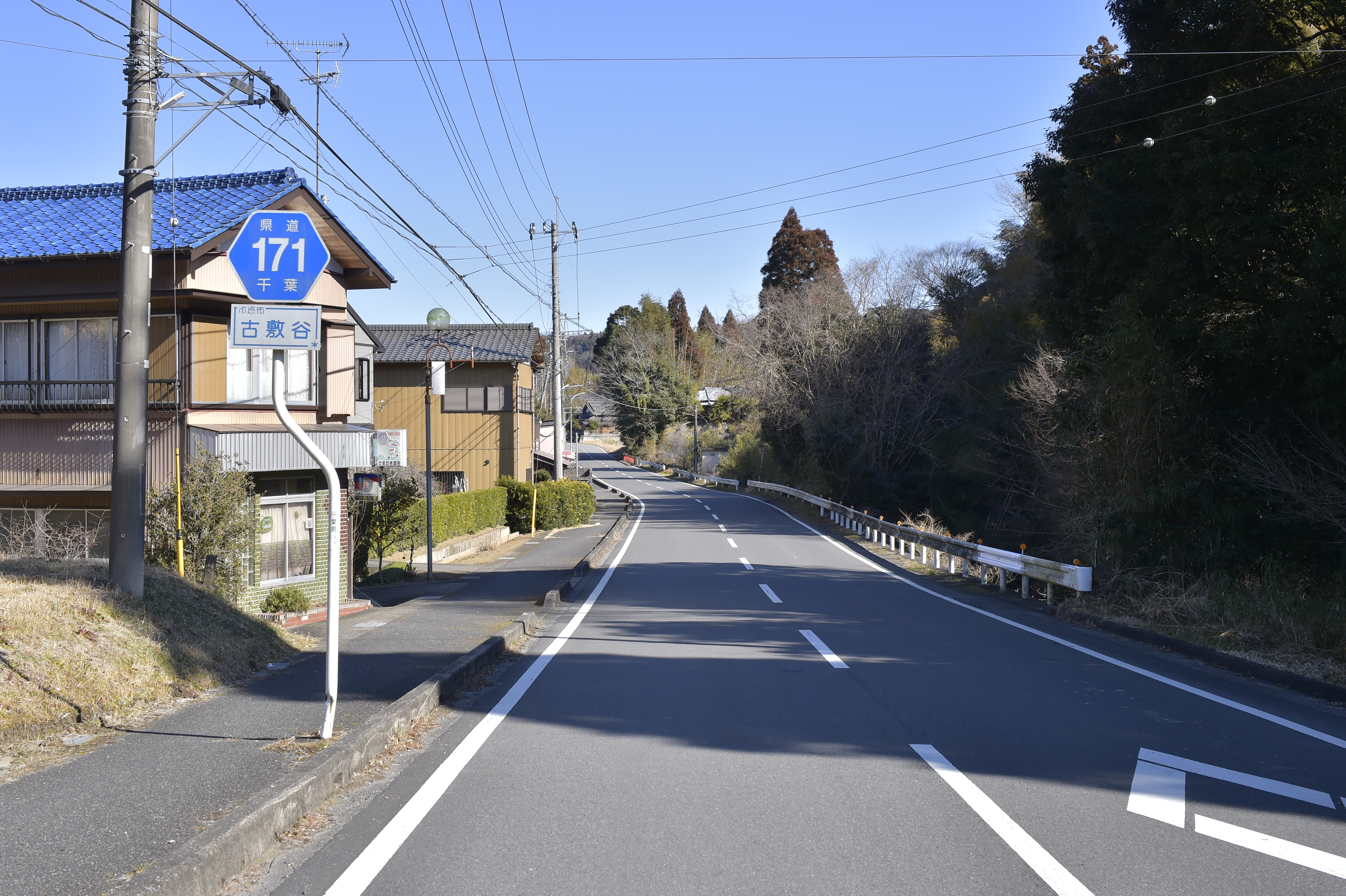
現代の古敷谷地区の県道171号（2023年撮影）

### 道路
1916年（大正5年）に編纂された『千葉県市原郡誌』によれば、かつては「交通不便を極めた」が、1896年（明治29年）以降、村長による調整や請願などの尽力により道路整備（里道の枢要里道への編入など）が促進され、1916年（大正5年）時点では県道1線・枢要里道3線が通じる。
なお、2023年9月現在、富山村の旧村域内を通過する千葉県道は以下である。
- 千葉県道171号加茂長南線
- 千葉県道173号南総月出線

### 水運
1916年（大正5年）当時は養老川を利用した舟運も盛んであり、五井町との間で舟や筏が上下していたという。